# Hollowed Out
 (septembre 2013).
Si vous disposez d'ouvrages ou d'articles de référence ou si vous connaissez des sites web de qualité traitant du thème abordé ici, merci de compléter l'article en donnant les références utiles à sa vérifiabilité et en les liant à la section « Notes et références ».
Albums de Buckethead
The Pit
(2013) It Smells Like Frogs
(2013)
Hollowed Out est le 66e album de Buckethead et le 37e volume de la série « Buckethead Pikes »,. Il fut offert le 11 novembre 2013 en version numérique et en version limitée (300 exemplaires) consistant d'un album à pochette vierge dédicacée et numérotée de 1 à 300 par Buckethead pour être livré le 26 novembre.
Une version standard a été annoncée, mais n'est toujours pas disponible.

## Liste des titres
| 1.    | Low Rolling Hills              | 7:30 |
| 2.    | Lobster Hands                  | 2:41 |
| 3.    | One Foot in Front of the Other | 2:47 |
| 4.    | Sideways Jaw Trap              | 4:19 |
| 5.    | Mosquito on Stilts             | 2:41 |
| 6.    | Trading Post                   | 6:01 |
| 7.    | Cyborg Parking                 | 1:26 |
| 8.    | Hollowed Out                   | 4:41 |
| 32:06 |                                |      |